# The Dinkum Bloke
The Dinkum Bloke est un film muet australien réalisé par Raymond Longford assité de Lottie Lyell, sorti en 1923. 
Lottie Lyell qui joue dans le film est également co-scénariste et co-productrice. Le film est connu au Royaume-Uni sous le titre A Gentleman in Mufti. Distribué par la Paramount, le film a été un succès critique et financier.

## Synopsis
Bill Garvin, un ouvrier de Woolloomooloo, est marié à Nell et ils ont une petite fille, Peggy. Bill se casse la jambe, et Nell doit travailler. Elle économise de l'argent pour sa fille, mais tombe malade après une opération et décède, obligeant Bill à promettre de veiller à l'éducation de Peggy.
Bill place sa fille dans une école conventuelle et s'efforce de gagner le plus d'argent possible pour payer les frais de scolarité. Il devient chanteur de rue en s'associant avec un musicien. Peggy grandit et séjourne chez une riche camarade d'école, Joy Gilder, dans sa station familiale du Queensland pendant les vacances. Elle tombe amoureuse du frère de Joy, Geoffrey Gilden , et ils projettent de se marier.
Un dîner est organisé pour que Bill rencontre sa future belle-famille. Malgré l'achat d'un costume et des efforts pour bien se présenter, il ne réussit pas en société, et Peggy est gênée. Elle rompt ses fiançailles et retourne au couvent.
Bill est bouleversé, mais trouve l'inspiration dans un livre qu'il lisait à Peggy quand il était petit, Le Prince et la Mendiante. Il révèle aux parents de Geoffrey que Peggy n'est pas sa vraie fille ; il l'a adoptée après la mort de ses vrais parents, des Anglais respectables. Les Gilder croient à l'histoire, Peggy épouse Geoffrey et Bill se rend sur la tombe de Nell pour lui annoncer que ses vœux ont été exaucés.

## Fiche technique
- Réalisation : Raymond Longford
- Assistante réalisatrice : Lottie Lyell
- Scénario : Raymond Longford et Lottie Lyell
- Producteurs : Raymond Longford et Lottie Lyell
- Photographie : Lacey Percival
- Production : Longford-Lyell Australian Productions
- Distributeur : Paramount
- Durée : 7 248 ft
- Date de sortie : 2 juin 1923[2]

## Distribution
- Arthur Tauchert (en) : Bill Garvin
- Lottie Lyell : Nell Garvin
- Lotus Thompson (en) : Peggy Garvin à 17 ans[3]
- Beryl Gow : Peggy à 7 ans
- Jack Raymond : John Gilder
- Renee Sandeman : Mrs Gilder
- Cecil B Scott : Geoffrey Gilder
- Dorothy Date : Joy Gilder